# Orange (Vermont)
Orange ist eine Town im Orange County des Bundesstaates Vermont in den Vereinigten Staaten mit 1048 Einwohnern (laut Volkszählung von 2020).

## Geografie

### Geografische Lage
Orange liegt im Nordwesten des Orange Countys. Der größte See auf dem Gebiet der Town ist das im Westen gelegene Thurman W. Dix Reservoir. Im Zentrum der Town befindet sich der Orange Town Forest und nordwestlich von diesem der Barre City Forest. Im Nordosten ragt der Groton State Forest in die Town. Mehrere kleinere Wasserläufe durchziehen das Gebiet. Sie münden östlich im Waits River und westlich über Zuflüsse im Winooski River. Die Oberfläche ist hügelig und die höchste Erhebung ist der 936 m hohe Knox Mountain.

### Nachbargemeinden
Alle Entfernungen sind als Luftlinien zwischen den offiziellen Koordinaten der Orte aus der Volkszählung 2010 angegeben.
- Nordosten: Groton, 10,2 km
- Osten: Topsham, 9,1 km
- Südosten: Corinth, 4,3 km
- Süden: Washington, 8,9 km
- Südwesten: Williamstown, 21,8 km
- Westen: Barre, 14,3 km
- Nordwesten: Plainfield, 6,2 km

### Klima
Die mittlere Durchschnittstemperatur in Orange liegt zwischen −9,44 °C (15 °Fahrenheit) im Januar und 18,3 °C (65 °Fahrenheit) im Juli. Damit ist der Ort gegenüber dem langjährigen Mittel der USA um etwa 9 Grad kühler. Die Schneefälle zwischen Mitte Oktober und Mitte Mai liegen mit mehr als zwei Metern etwa doppelt so hoch wie die mittlere Schneehöhe in den USA. Die tägliche Sonnenscheindauer liegt am unteren Rand des Wertespektrums der USA, zwischen September und Mitte Dezember sogar deutlich darunter.

## Geschichte
Der Grant für Orange wurde von der Vermont Republic am 6. November 1780 an Ebenezer Green, Amos Robinson und weitere vergeben. Dies wurde am 11. August 1781 offiziell bestätigt. Die Besiedlung startete 1793 und der erste Siedler war Joseph Williams. Am 12. März 1796 fand die konstituierende Stadtversammlung statt. Ein Versammlungsraum wurde 1823 gebaut. Bis zu diesem Zeitpunkt fanden Stadtversammlungen in privaten Wohnhäusern statt.
Im Zentrum der Town liegt das Village Orange. Im Village gab es von 1823 bis 1921 ein Post Office. Im Village East Orange in der südöstlichen Ecke der Town gab es von 1850 bis 1908 ein Post Office. Von 1850 bis 1900 gab es mehrere Milchfarmen in Orange, die Farmer waren weitestgehend Selbstversorger. Gemüse, Geflügel und der Verkauf von Milch bildeten die Haupteinnahmequellen der Familien. Dies änderte sich allmählich durch die aufkommenden Automobile. Inzwischen leben viele Pendler, die in Barre City arbeiten, in Orange.

### Einwohnerentwicklung
| ! Jahr    | 1800 | 1810 | 1820 | 1830 | 1840 | 1850 | 1860 | 1870 | 1880 | 1890 |
| --------- | ---- | ---- | ---- | ---- | ---- | ---- | ---- | ---- | ---- | ---- |
| Einwohner | 348  | 686  | 751  | 1016 | 984  | 1007 | 936  | 733  | 731  | 589  |
| Jahr      | 1900 | 1910 | 1920 | 1930 | 1940 | 1950 | 1960 | 1970 | 1980 | 1990 |
| Einwohner | 598  | 644  | 485  | 508  | 482  | 410  | 430  | 540  | 752  | 915  |
| Jahr      | 2000 | 2010 | 2020 | 2030 | 2040 | 2050 | 2060 | 2070 | 2080 | 2090 |
| Einwohner | 965  | 1072 | 1048 |      |      |      |      |      |      |      |

## Wirtschaft und Infrastruktur

### Verkehr
Durch die Town führt in westöstlicher Richtung der U.S. Highway 302 von Barre nach Groton. Die Vermont State Route 110 zweigt in südlicher Richtung von diesem ab und führt durch die südwestliche Ecke der Town nach Washington. Im Osten zweigt die Vermont State Route 25 in Richtung Südosten nach Bradford ab.

### Öffentliche Einrichtungen
Es gibt kein Krankenhaus in Orange. Das Central Vermont Medical Center in Berlin ist das nächstgelegene Krankenhaus.

### Bildung
Orange gehört zur Orange North Supervisory Union, zu ihr gehören die Towns Orange, Washington und Williamstown. In Orange befindet sich die Orange Center School.
In Orange gibt es keine eigene Bibliothek. Die nächstgelegenen Bibliotheken sind die Calef Memorial Library in Washington und die Aldrich Public Library in Barre.

## Persönlichkeiten

### Söhne und Töchter der Stadt
- Stanley C. Wilson (1879–1967), Politiker, Gouverneur des Bundesstaates Vermont
- Brian Letourneau (* 1980),  Biathlet